# Radio Espace Forêt
Pour les articles homonymes, voir Espace.
Radio Espace Forêt est une station de radio généraliste privée basée en Guinée à Nzérékoré.
Fonde en avril 2018, il fait partir du groupe Hadafo Médias de Lamine Guirassy,.

## Historique
Le signale de la station de la radio a été lance le 10 avril 2018 à 10h 30. Et depuis sa création elle est diriger par Facely Konaté.

## Galeries

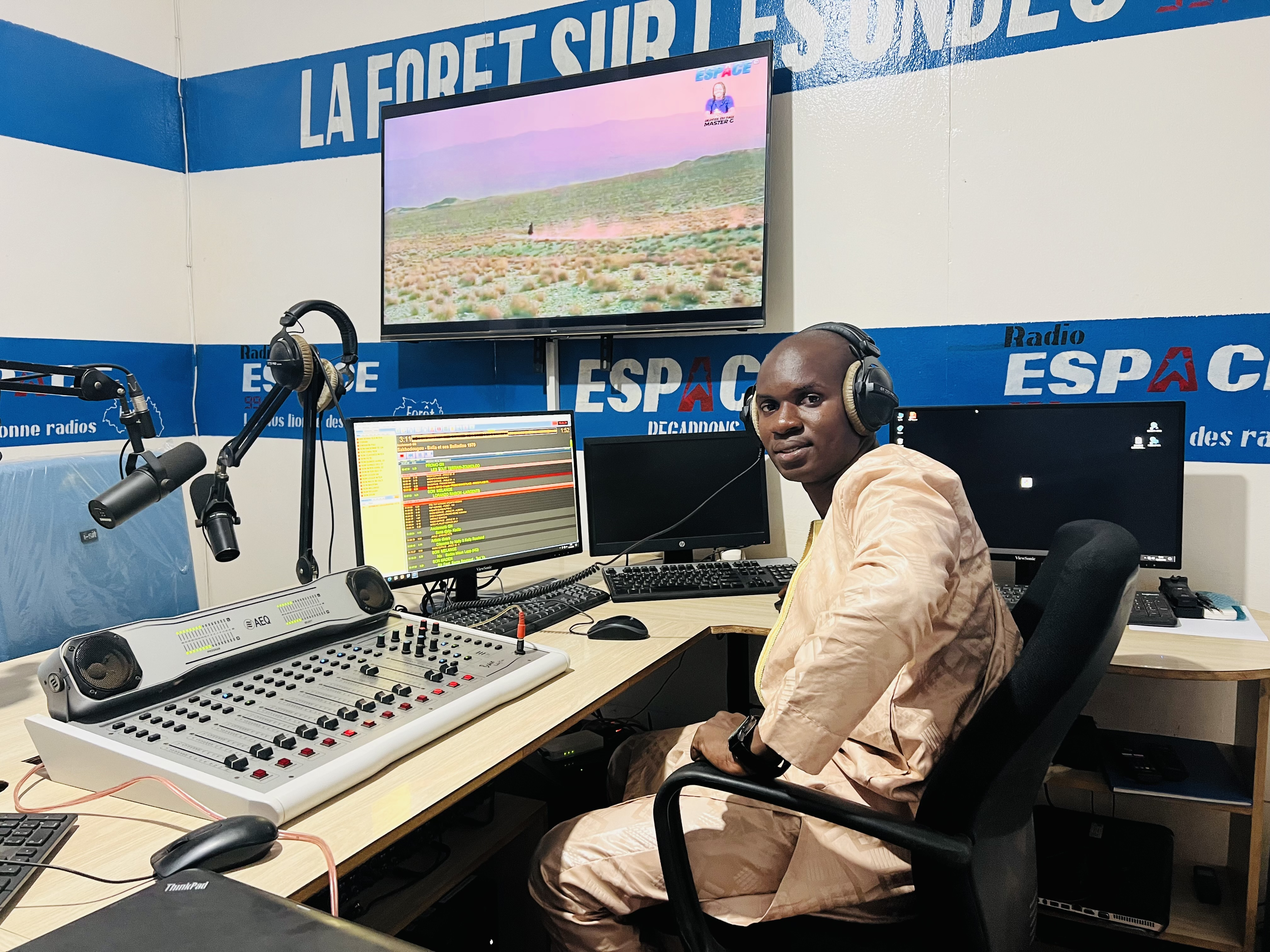
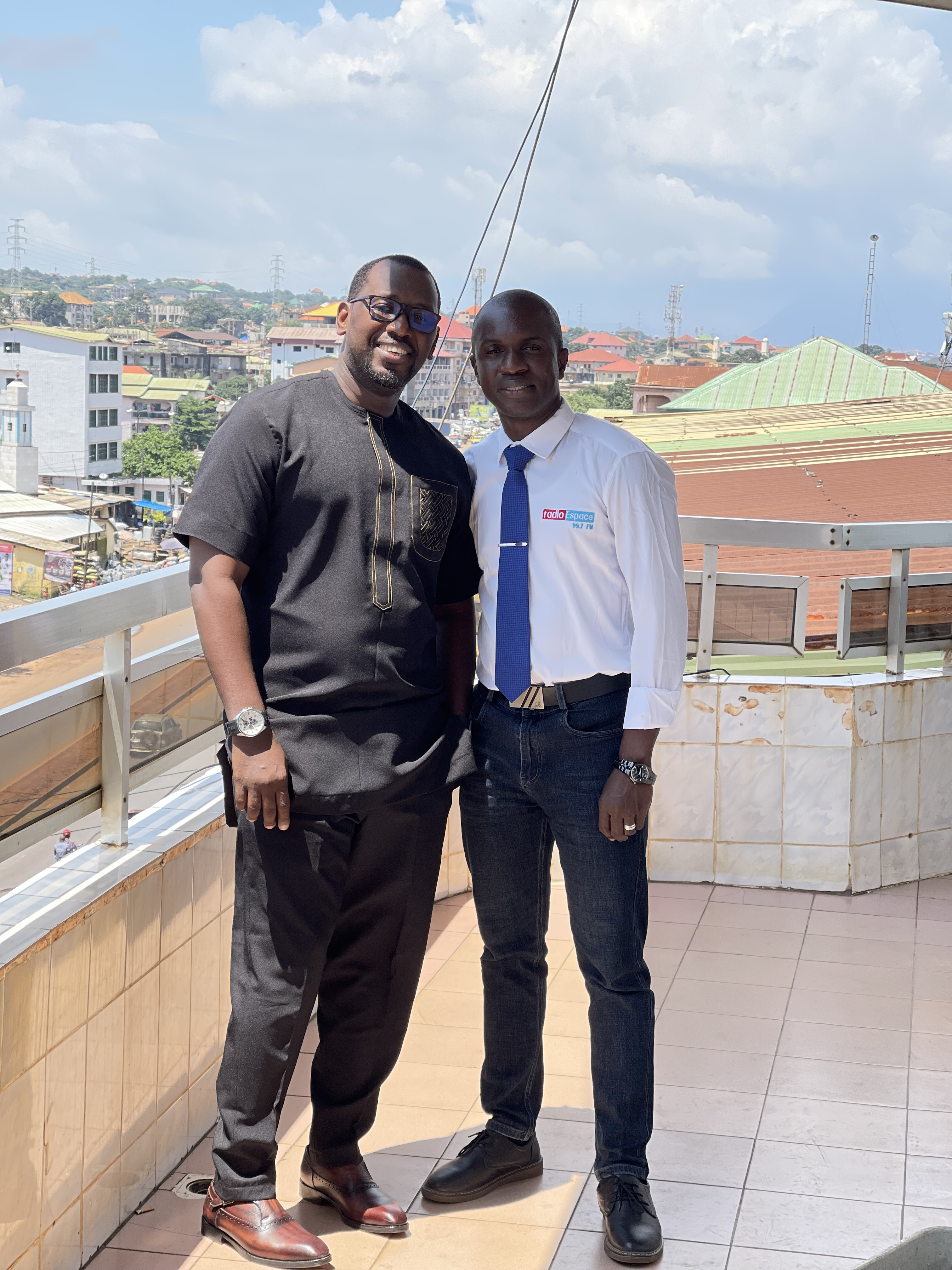
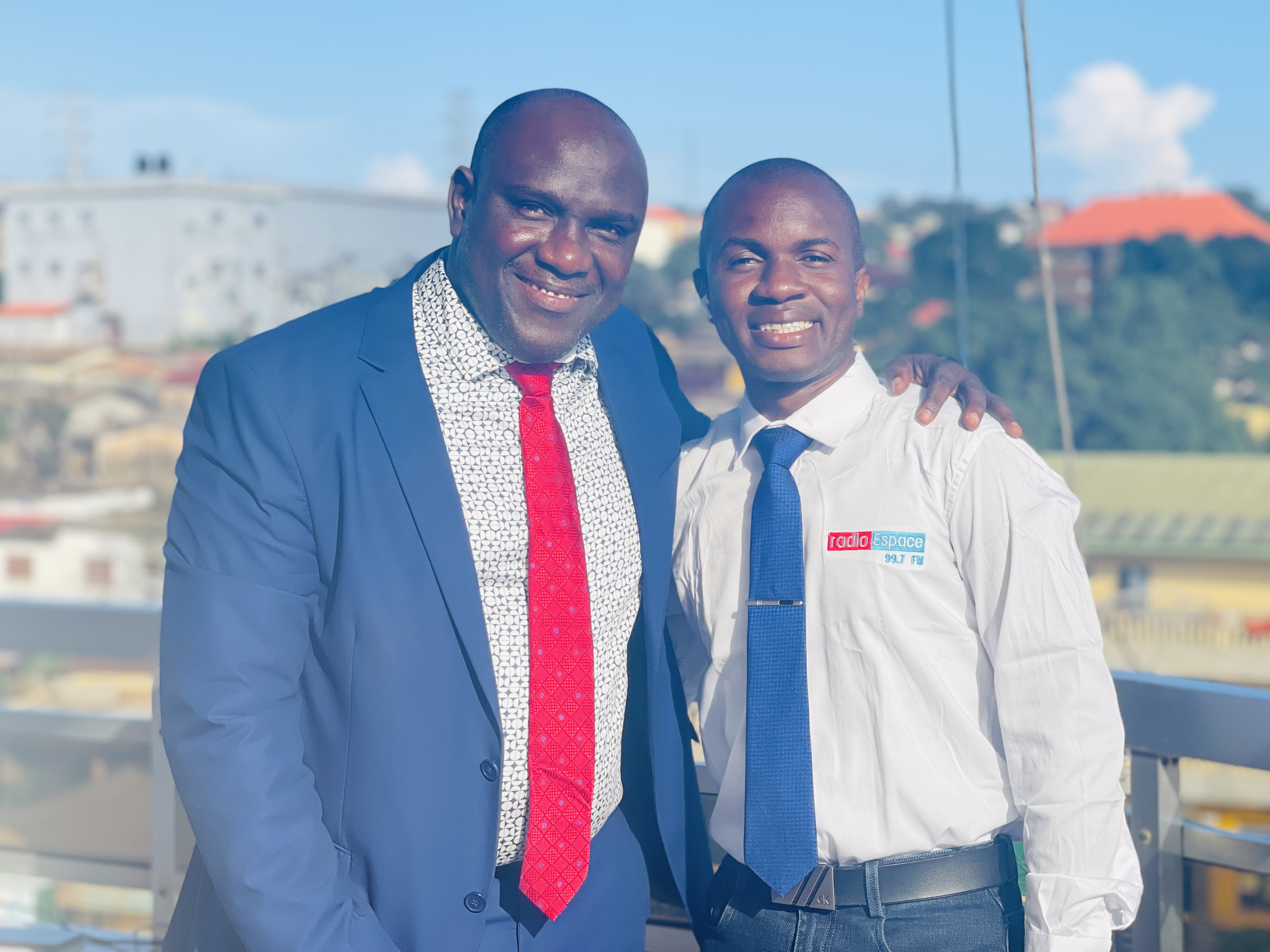

### Historique des directeurs
| N° | Nom et prénoms | Debut        | Fin          | Portrait |
| -- | -------------- | ------------ | ------------ | -------- |
| 01 | Facely Konaté  | 2018         | février 2022 |          |
| 02 | poste vacant   | février 2022 |              |          |

## Fermeture
Le 23 mai 2024, la fréquence d'exploitation de la radio 99.7 MHz a été retirée par l'ARPT, une suite logique du retrait de la licence de la radio mère Espace FM le 22 Mai.